# 黄廷珉
黃 廷珉（ファン・ジョンミン、ハングル表記：황정민、1971年1月15日 - ）は、大韓民国の韓国放送公社 (KBS) 所属のアナウンサー。

## 学歴
- 1989年、中央女子高等学校（朝鮮語版） 卒業
- 1993年、梨花女子大学校 英語英文学科 学士

## 経歴
- 1993年 19期 KBS 公開採用のアナウンサー[2]

## 担当番組

### 過去
テレビ